# 도러시 해밀
도러시 스튜어트 해밀(영어: Dorothy Stuart Hamill, 1956년 7월 26일 ~ )은 미국의 은퇴한 피겨 스케이팅 선수이다. 그녀는 1976년 동계 올림픽 여자 싱글과 1976년 세계 선수권 대회에서 우승했다.

## 생애
해밀은 일리노이주 시카고에서 태어났다. 그녀의 아버지는 기계 공학자였다. 그녀가 태어난 직후, 그녀의 가족은 코네티컷주 그리니치 인근의 리버사이드로 이주했다.
해밀은 1965년에 8세의 나이로 스케이트를 처음 신었고, 일주일에 한번 그룹 수업을 병행했다. 그녀는 정기적으로 개인 교습에 참가했고 계절 실내 스케이트장이 3월에 폐쇄하기 전에 그녀의 예비 및 첫 번째 그림의 시험을 통과했다. 다음 시즌 스포츠에 대한 상황은 심각해졌다. 그녀는 오전 4시 30분에 연습할 실내 스케이트장에 가기 위해 일찍 일어났다. 해밀은 처음에 오토 골드, 귀스타브 루시의 지도를 받았다. 연습 시간은 그녀의 영역에 제한되었다. 그래서 그녀는 결국 가능하면 친구와 함께 도시에서 하룻밤 머물고, 뉴욕시의 스카이 링크에서 훈련을 시작했다. 여름에 해밀은 뉴욕주 레이크플래시드에서 훈련했고 나중에 토론토에서 코치 소냐 던필드와 함께 훈련했다.

## 선수 경력
봄이 지난 후, 해밀은 1969년 세계 피겨 스케이팅 선수권 대회에 이어 (빙상의 전사로 알려진 이후)전시 투어 매디슨 스퀘어 가든에서 수행하도록 초대되었다. 그녀는 1970년 세계 선수권 대회 주니어 부문에서 2위를 했고, 1971년에 그녀는 시니어 무대에 데뷔했다.
해밀은 1974년부터 1976년까지 전미국 선수권 대회에서 3연패했다. 그녀는 1974년 뮌헨 세계 피겨 스케이팅 선수권 대회 여자 쇼트 부문에서 동메달을 땄다.
해밀이 1976년 올림픽에 출전하는 도중 차량은 그녀를 공격할 뻔했다. 그녀는 트리플 점프없이 올림픽에서 우승할 수 있는 마지막 싱글 스케이팅 선수였다. 해밀은 1976년 세계 선수권 대회에서 우승한후 프로로 전향했다.